# Cranfield Peak
Cranfield Peak är en bergstopp i Antarktis. Den ligger i Östantarktis. Nya Zeeland gör anspråk på området. Toppen på Cranfield Peak är 3 140 meter över havet.
Terrängen runt Cranfield Peak är kuperad åt nordväst, men åt sydost är den platt. Cranfield Peak är den högsta punkten i trakten. Trakten är obefolkad. Det finns inga samhällen i närheten.